# آلن اولسن
آلن اولسن (انگلیسی: Allan Olsen؛ زادهٔ ۱۸ مارس ۱۹۵۶) موسیقی‌دان، ترانه‌سرا اهل دانمارک است. وی از سال ۱۹۷۶ میلادی تاکنون مشغول فعالیت بوده‌است.